# Cinerama Filmtheater
Het Cinerama Filmtheater is een bioscoop aan de Westblaak in Rotterdam.

## Voorgeschiedenis
Aanvankelijk werd de bioscoop in 1957 als bioscoop Scala geopend, als voortzetting van Scala aan de West-Kruiskade dat tijdens het bombardement op Rotterdam vernietigd werd. Na de oorlog werd de verdwenen bioscoop voortgezet als onderdeel van de noodbioscoop Lutusca (Lumière, Tuschinski, Scala) aan het Kruisplein, waarna op 1 oktober 1956 de eerste paal werd geslagen voor nieuwbouw op de Westblaak. Op 12 december 1957 werd het nieuwe Scala officieel geopend door burgemeester Gerard van Walsum, met als openingsfilm A King in New York van Charlie Chaplin. De bioscoop trok door de ligging te weinig publiek en sloot na zeven maanden, en werd verkocht aan de Westlandsche Hypotheekbank.

## Cinerama
In 1960 kocht Herman Ilmer de bioscoopzaal om geschikt te maken voor de vertoning van films, veelal reisdocumentaires, in het zogenaamde Cinerama-breedbeeldformaat op een gebogen scherm met drie projectoren. Ilmer had de projectoren voor het eerst in 1958 ingezet op de Expo 58 in Brussel en kreeg de mogelijkheid dit Amerikaanse systeem in de Benelux te exploiteren. Het werd op de wereldtentoonstelling vertoond in een aluminium geprefabriceerd paviljoen met binnenwanden van heraklith gebouwd door het Nederlandse Polynorm. De demonteerbare bioscoop was 42 meter lang, 22 meter breed en 14 meter hoog en had een scherm van 26 bij 10 meter met een curve van 146 graden. Een plan om de mobiele bioscoop na de Expo op het Rembrandtplein in Amsterdam op te bouwen liep op niets uit.
Voor de ruimtelijke ervaring werd het aantal zitplaatsen in de bioscoop van 1500 teruggebracht tot 900 en werd het grote podium verwijderd om plaats te bieden aan het grote scherm. De verbouwde bioscoop werd onder de naam Cinerama Theater op 14 juli 1960 geopend met een galavoorstelling, waarbij onder andere minister Beerman, enkele ambassadeurs en burgemeester Van Walsum aanwezig waren.
Toen het Cinerama Theater in 1960 zijn deuren opende, was het de eerste cinerama-bioscoop in Nederland en is de enige gebleven met drie projectoren. De eerste film die vertoond werd was This is Cinerama. Om de exploitatiekosten van het systeem te dekken werd gemikt op bioscoopbezoekers uit de gehele Randstad en het organiseren van dagtochten naar de bioscoop.
In 1963 verkocht Ilmer het theater aan de Amerikaanse Robin International Cinerama Corporation voor 1,1 miljoen gulden. De 3-projectoreninstallatie is in 1965 weggehaald en vervangen door een 70mm-systeem. In 1972 is het driepanelensysteem een seizoen heringezet en was hiermee de laatste zaal op de wereld waar Cinerama vertoond is, tot in 1993 een zaal opende in het National Science and Media Museum in Bradford.
De bioscoop werd in 1978 overgenomen door Piet Meerburg. Hij verbouwde de bioscoop door het foyer te verlagen waardoor er een extra bioscoopzaal ontstond. In de grote zaal annex balkon werd een multiplex-bioscoop gebouwd zodat vijf zalen ontstonden. In 2000 werd de bioscoop, toen in bezit van Pathé, overgenomen door Krijn Meerburg die de bioscoop profileerde als de grootste arthousebioscoop van Nederland. De bioscoop wordt sindsdien jaarlijks ingezet voor het International Film Festival Rotterdam. Bij deze eerste deelname aan IFFR werden American Beauty en Fucking Åmål vertoond. In 2010 werd de bioscoop van Meerburg overgenomen door A-Film die de programmering overliet aan Wolff Cinema Groep. Anno 2021 is de bioscoop onderdeel van Kinepolis.

## Gebouw
Het gebouw is als onderdeel van een kantoorgebouw ontworpen door architect Bart Hoogstraten (1893-1956) en zijn medewerker G.E. Lette (1905-1988). De entree heeft aan weerszijden een wandmozaïek van Teunis van den Berg (1921-1969). Het gebouw is een gemeentelijk monument. In de kelderruimte was discotheek Quasimodo gevestigd. In 2018 verhuisde de in het kantoor gevestigde verzekeringsmaatschappij en werd het gebouw aangekocht door een hotelketen.

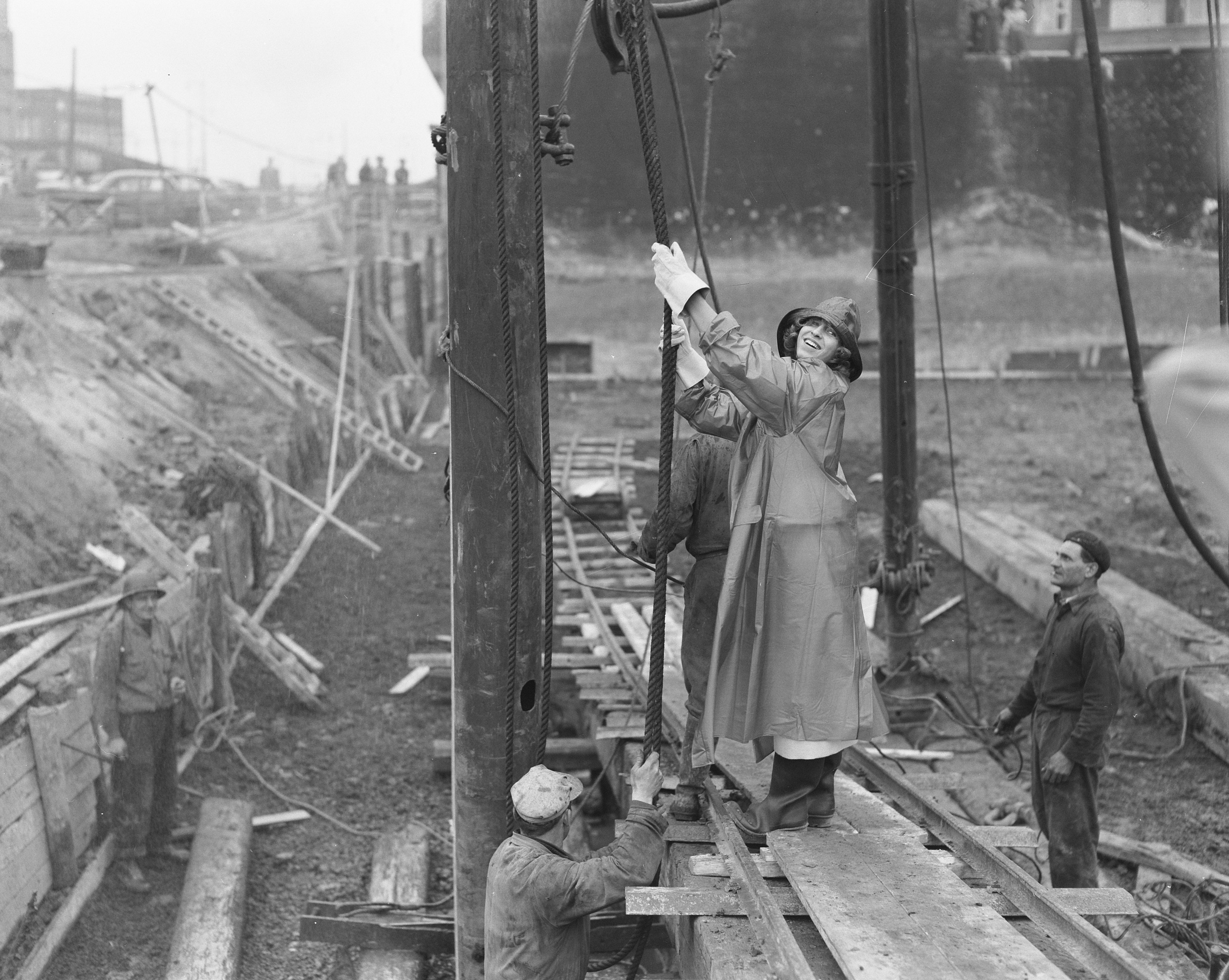
Eerste paal wordt geslagen.
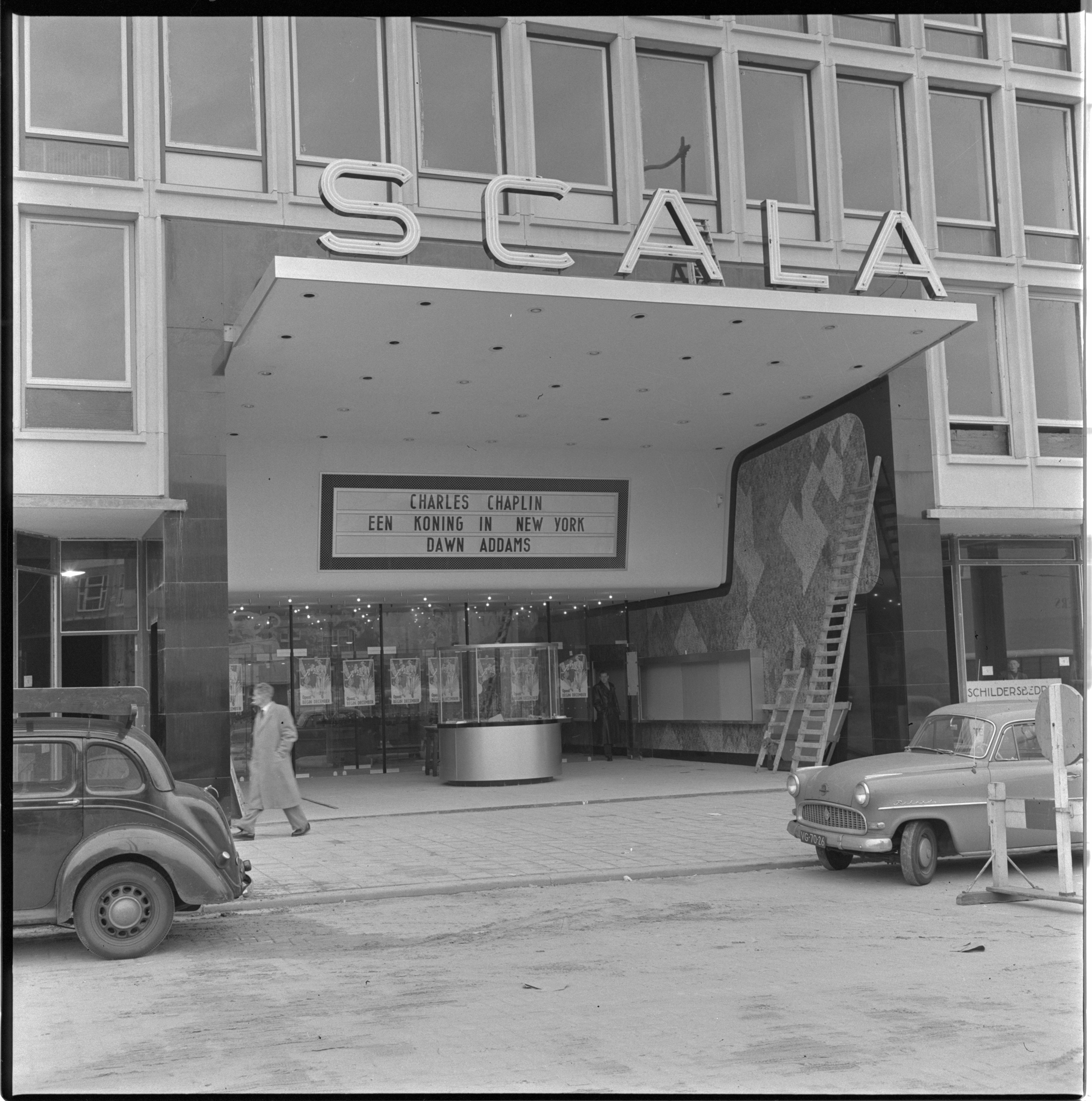
Voorgevel bij de opening in 1957 met als openingsfilm A King in New York van Charlie Chaplin
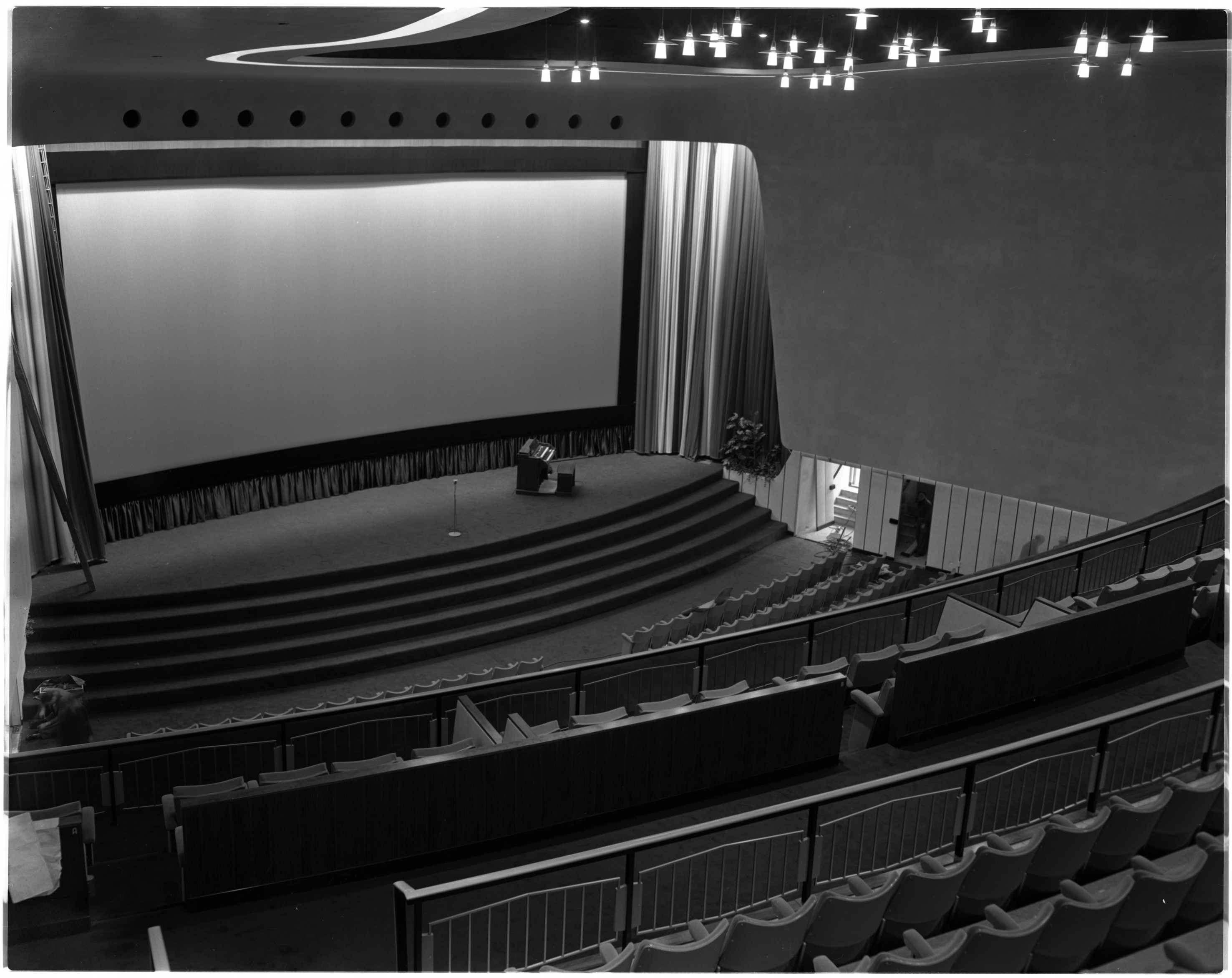
Scherm, podium en orgel bij de opening in 1957
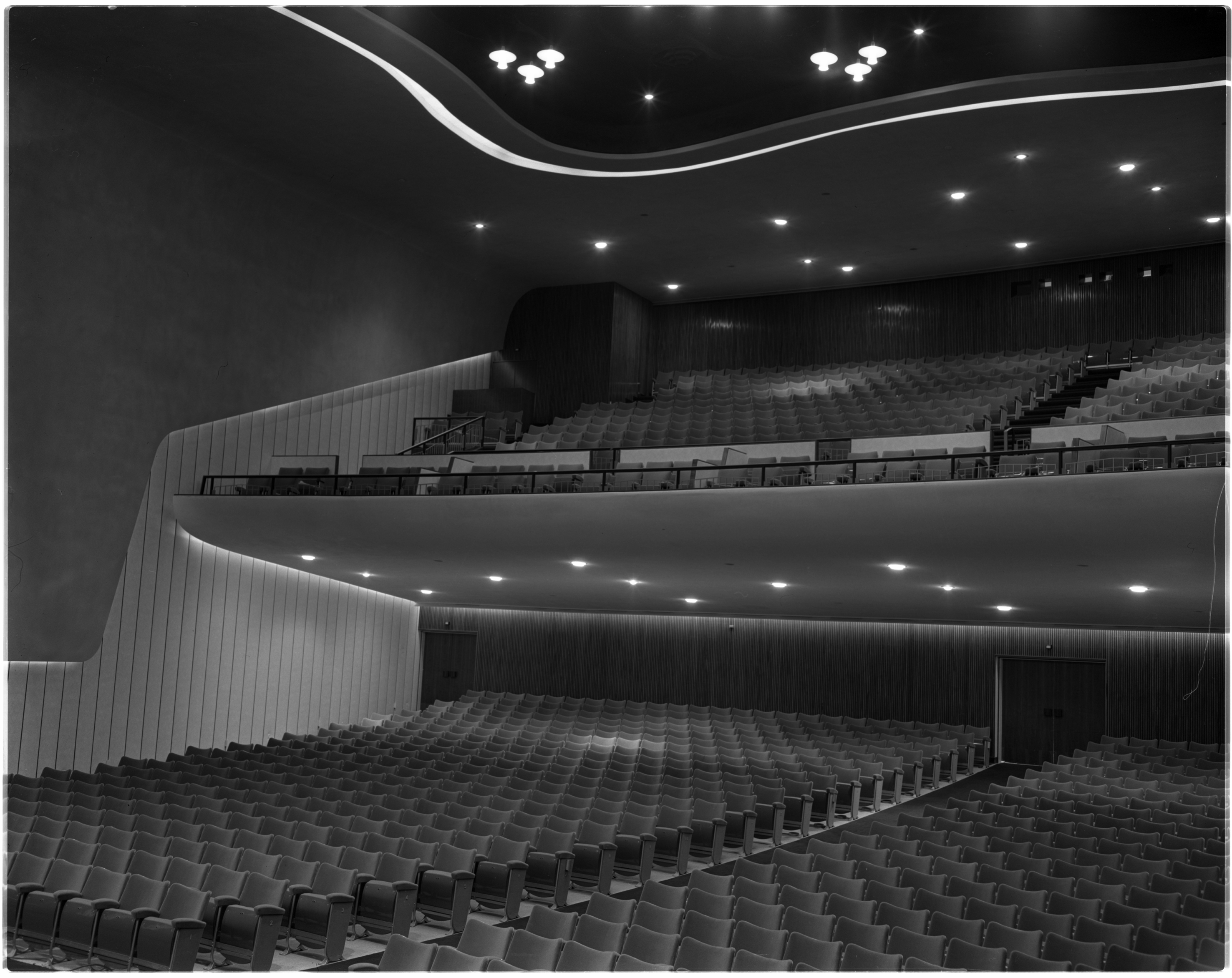
Zaal bij de opening in 1957
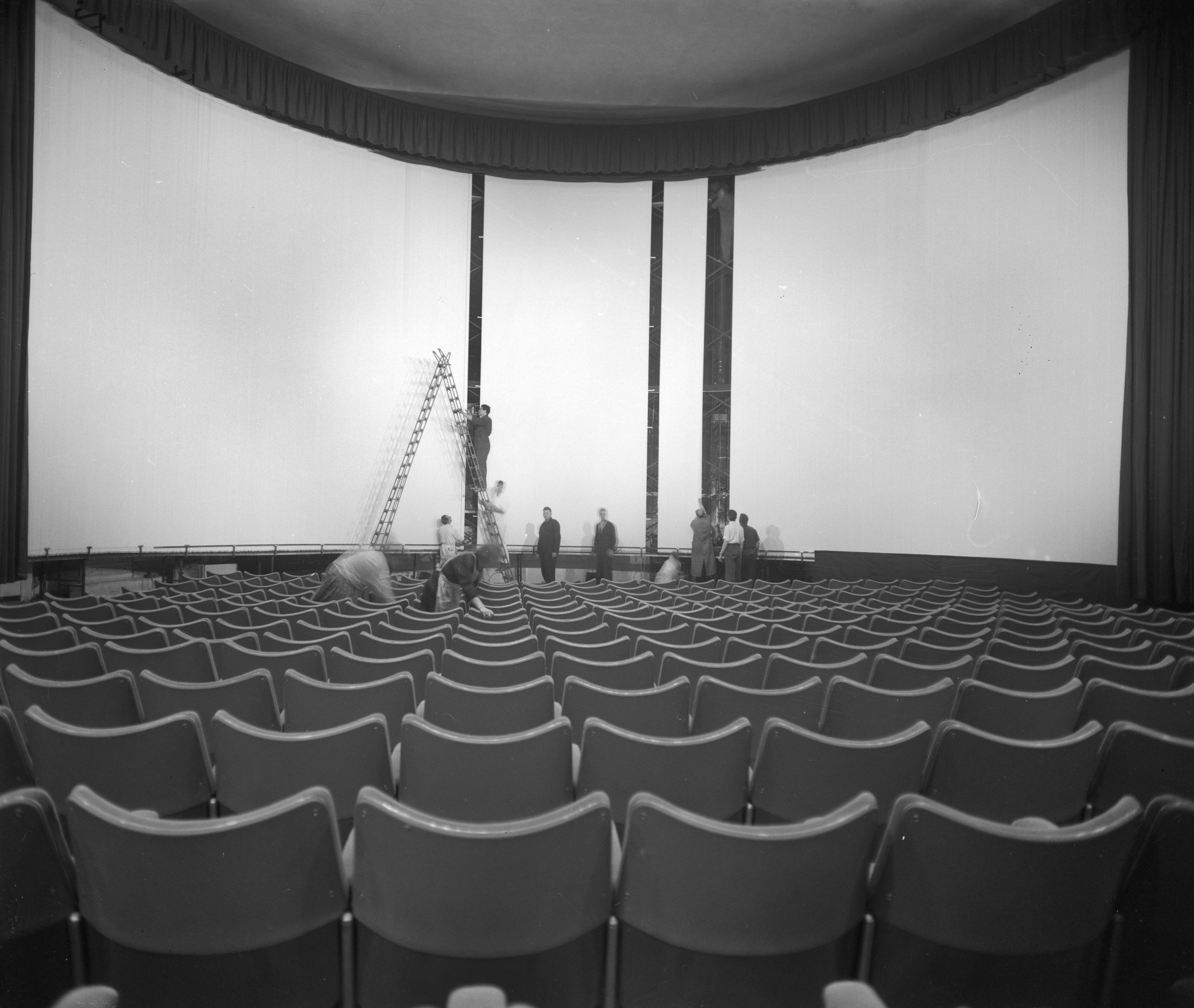
Montage van speciale boogvormige projectiepanelen voor Cineramaprojectie in 1960.
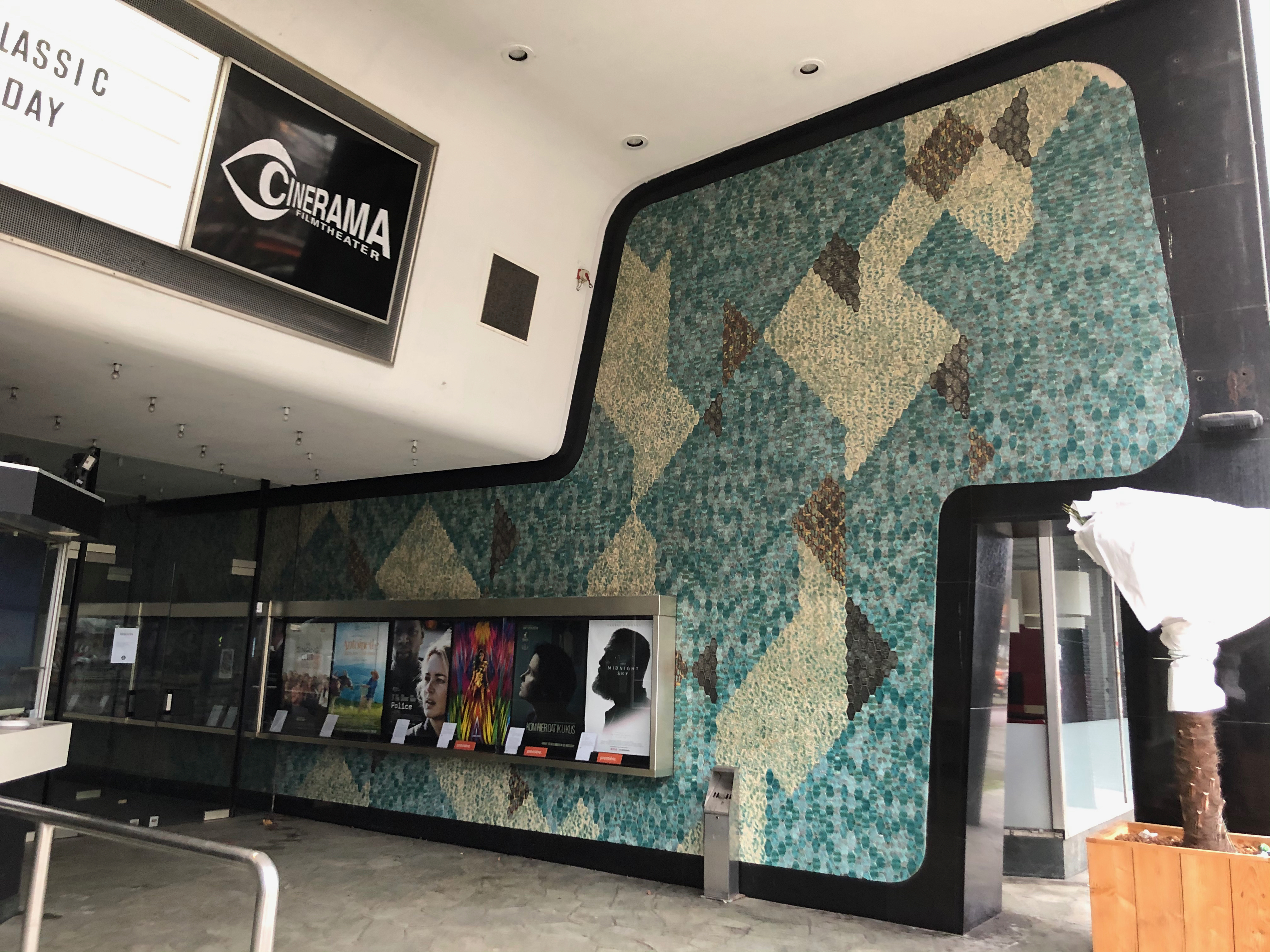
wandmozaïek van Teunis van den Berg uit 1957
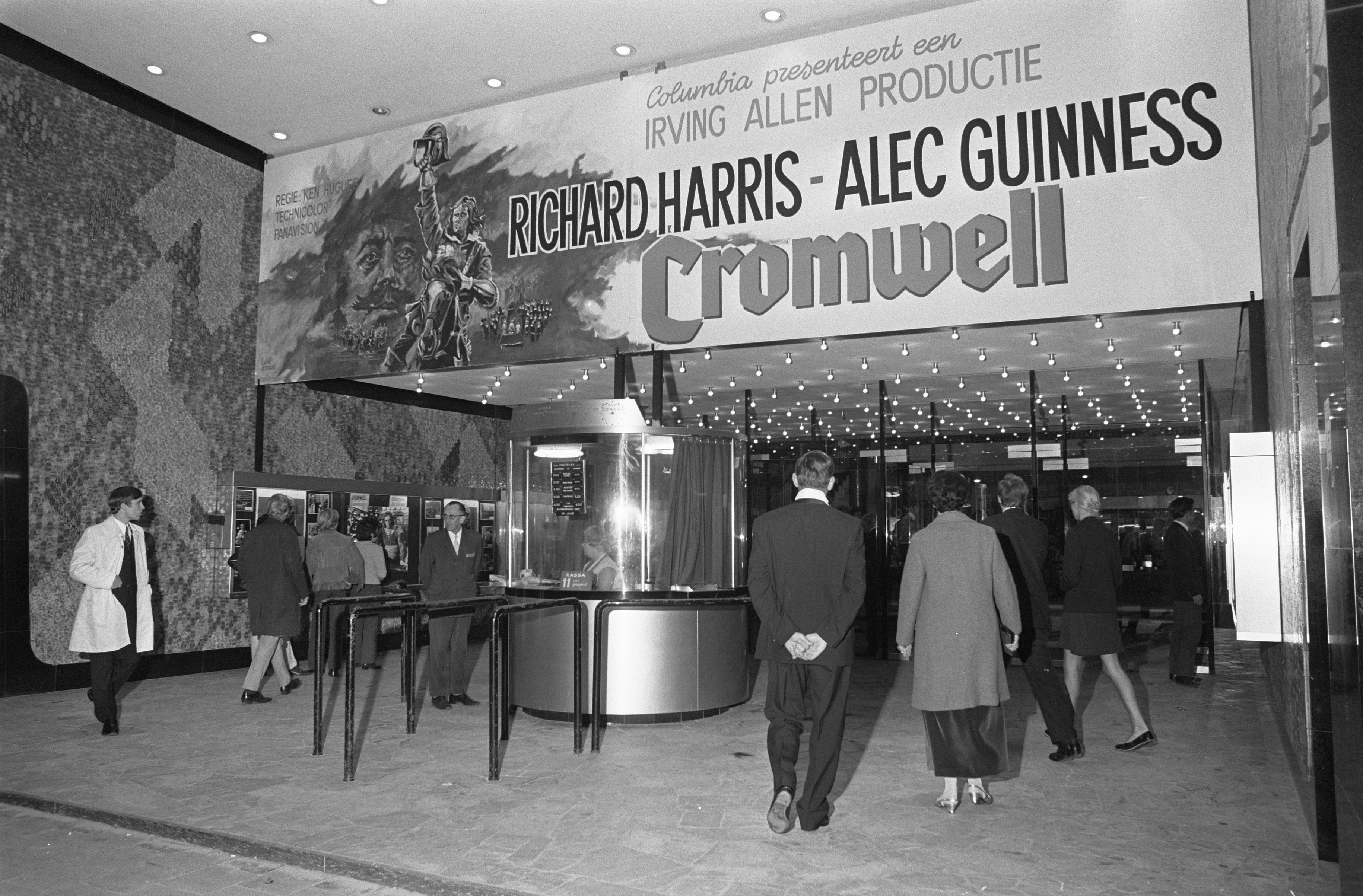
Premiere van de film Cromwell in 1970
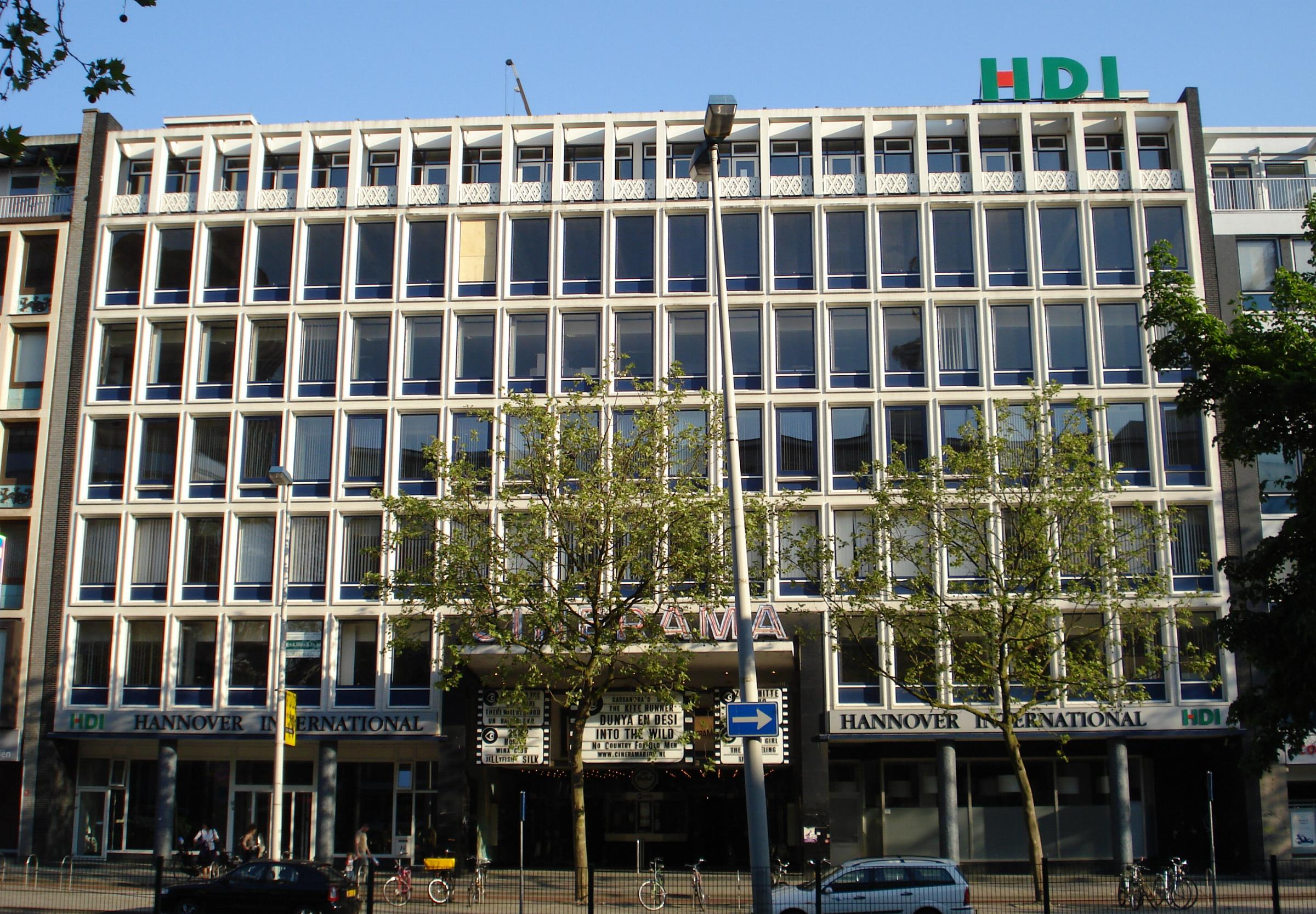
Kantoorgebouw met daaronder de bioscoop
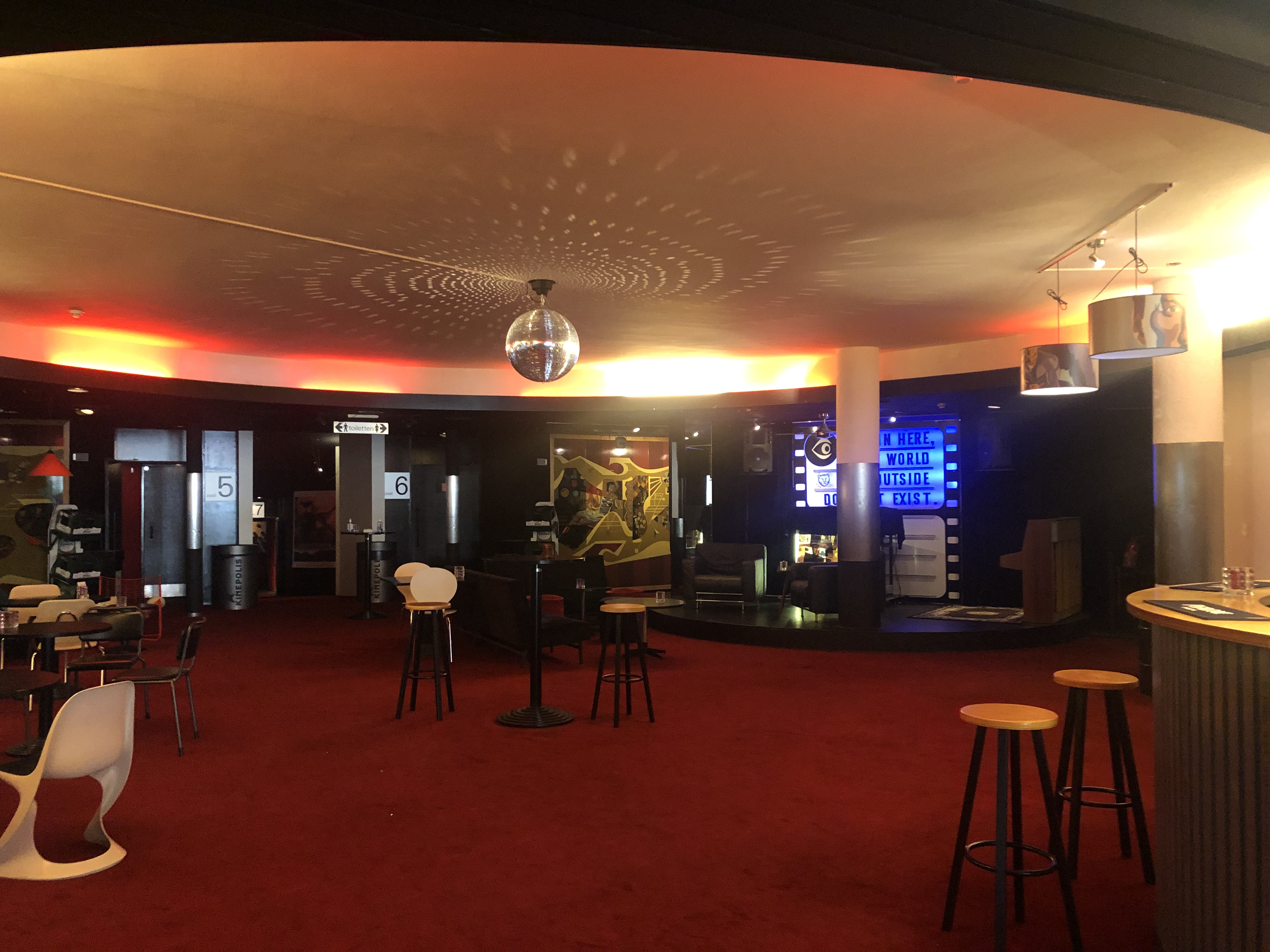
Foyer in 2021